# Paul Robert Loescher
Paul Robert Loescher (geb. 8. Januar 1836 in Berlin; gest. 19. Januar 1914 in Lübben, Niederlausitz) war ein deutscher Fotograf und Maler. Er war Mitinhaber des Berliner Fotoateliers Loescher & Petsch.

## Leben
Paul Robert Loeschers Eltern waren der Kaufmann Christian Wilhelm Robert Loescher (1802–1849) und dessen Ehefrau Anna Emilie Herrlich (1815–1892). Sein jüngerer Bruder Carl William bzw. Wilhelm Loescher (1838–1895) wurde ebenfalls Fotograf.
Paul Loescher heiratete am 21. Februar 1869 in Cottbus Marie Bolze. Paul und Marie Loescher wurden die Eltern der Fotografen Hans (geb. 26. August 1871 in Berlin) und Fritz Loescher (1873–1908).
Loescher war Mechaniker, wurde bei Charles Hoguet (1821–1870) in Paris zum Maler ausgebildet und malte auch später, neben seiner Tätigkeit als Fotograf, weiter Gemälde, vor allem Landschaften und Stillleben.
Paul Loescher arbeitete zunächst als Kameraoperateur für den Berliner Fotografen Carl Günther (1827–1912). Loescher soll Hermann Wilhelm Vogel (1834–1898) in die Fotografie eingeführt haben. 1862 gründete Paul Loescher gemeinsam mit seinem Schwager Maximilian (Max) Petsch (1840–1888) das fotografische Atelier mit Kunsthandlung Loescher & Petsch mit Sitz zunächst in der Leipziger Straße 114, ab 1871 bis 1896 in der Leipziger Straße 132. Bei der Firma Loescher & Petsch war auch William Loescher tätig, ein Bruder von Paul Loescher. William Loescher wurde, zusammen mit Paul Loescher und Hans Hartmann (1845–1898), Mitinhaber der Firma Loescher & Petsch. Das Fotoatelier Loescher & Petsch nahm vor allem Porträtfotos auf, auch von zahlreichen Prominenten. Das Unternehmen war für seine besonderen Beleuchtungseffekte und seine künstlerische Genrefotografie bekannt. Bis in die frühen 1870er Jahre fotografierten Loescher & Petsch auch mit einer Stereokamera. Ihre Stereofotos vertrieb Sophus Williams (1835–1900) und später der Fotoverlag E. Linde & Co., Berlin. Die von Loescher & Petsch herausgegebene Serie stereoskopischer Genre-Fotos mit dem Titel „Gems of German Life“ (deutsch: „Perlen des deutschen Lebens“) war auch in den USA und Großbritannien weit verbreitet und wurde vielfach von anderen Fotografen und Fotoverlegern (raub-)kopiert. Von 1897 bis 1903 befand das Atelier Loescher & Petsch sich in der Potsdamer Straße 13.
Paul Loescher war „Hofphotograph Seiner Majestät des Kaisers und Königs“, Mitbegründer des „Vereins zur Förderung der Photographie“ und Ehrenmitglied der „Deutschen Gesellschaft zur Förderung der Photographie“ in Berlin.
Während des deutsch-französischen Krieges von 1870/71 wurde Paul Loescher zwar zunächst zum preußischen Militär eingezogen, aber bereits nach wenigen Tagen wieder entlassen.
Max Petsch zog sich nach seiner Teilnahme an diesem Krieg im Jahr 1873 oder 1874 aus dem gemeinsamen Fotogeschäft mit Paul Loescher zurück und arbeitete fortan nur noch als Maler. Petschs Nachfolger als Mitinhaber der Firma Loescher & Petsch wurde der seit 1869 bei als Retuscheur in diesem Fotoatelier arbeitende Maler und Fotograf Hans Hartmann.
Paul Loeschers Bruder, der Mitinhaber Carl William Loescher, starb 1898, ebenso der Mitinhaber Hans Hartmann. Paul Loescher setzte das Ateliergeschäft zunächst noch allein fort, wandte sich dann aber um die Jahrhundertwende herum von der Fotografie ab und widmete sich ganz der Malerei. Gemälde von Paul Loescher (Landschaften und Stillleben) waren in den Jahren 1887, 1888 und 1893 in Berlin ausgestellt. Der Ateliername „Loescher & Petsch“ blieb noch bis 1907 oder 1908 erhalten. Im Jahr 1908 starb Robert Loeschers Sohn Fritz im Alter von nur 35 Jahren.
Paul Robert Loescher wohnte um 1890 in der Genthiner Straße 43 und um 1900 in der Augsburger Straße 97 in Berlin. Er starb am 19. Januar 1914 in Lübben, Niederlausitz, im Alter von 79 Jahren.